# Olivier de Germay

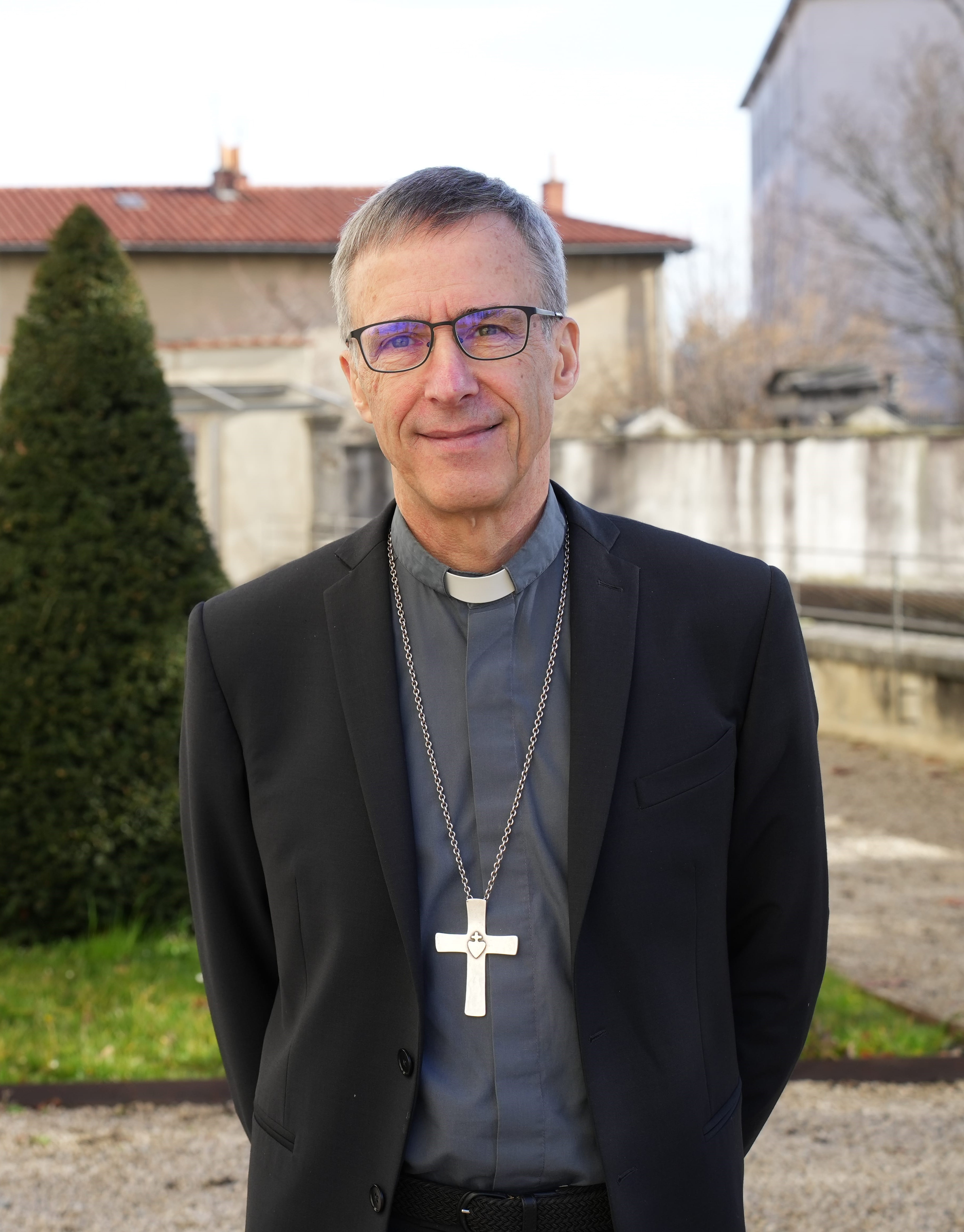
Erzbischof und Primas Olivier de Germay (2023)

Olivier Jacques Marie de Germay de Cirfontaine (* 18. September 1960 in Tours) ist ein französischer Geistlicher und römisch-katholischer Erzbischof von Lyon und Primas von Gallien.

## Leben

Wappen als Bischof von Ajaccio (2012–2020)

Primaswappen als Erzbischof von Lyon (seit 2020)

Olivier de Germay, Sohn des französischen Generals Christian de Germay, besuchte zunächst die Militärschule Saint-Cyr und entschied sich nach einem Militäreinsatz 1990 für eine geistliche Laufbahn. Er empfing am 17. Mai 1998 die Priesterweihe für das Erzbistum Toulouse. Neben pastoraler Tätigkeit hatte er einen Lehrauftrag am Institut Catholique de Toulouse. 2004 wurde er zum Bischofsvikar für die Vorstädte (Banlieues) von Toulouse ernannt.
Papst Benedikt XVI. ernannte ihn am 22. Februar 2012 zum Bischof von Ajaccio auf Korsika. Die Bischofsweihe spendete ihm der Erzbischof von Marseille, Georges Pontier, am 14. April desselben Jahres; Mitkonsekratoren waren Robert Le Gall OSB, Erzbischof von Toulouse und Jean Bonfils SMA, Altbischof von Nizza. Als Wahlspruch wählte er Christus dilexit ecclesiam gemäß (Eph 5,25 ) (deutsch „Christus hat die Kirche geliebt“). In der Französischen Bischofskonferenz ist Olivier de Germay seit 2020 Mitglied der Kommission für Katechese.
Am 22. Oktober 2020 ernannte ihn Papst Franziskus zum Erzbischof von Lyon. Die Amtseinführung fand am 20. Dezember desselben Jahres statt.